# ستيف هولي
ستيف هولي (بالإنجليزية: Steve Holley)‏ هو موسيقي وطبال أمريكي، ولد في 24 أغسطس 1954 في لندن في المملكة المتحدة.

## وصلات خارجية
- ستيف هولي على موقع ميوزك برينز (الإنجليزية)
- ستيف هولي على موقع ديسكوغز (الإنجليزية)